# Sabina Cojocar
Sabina Carolina Cojocar (Sibiu, 23 ottobre 1985) è un'ex ginnasta rumena.
Ha lavorato come cantante, ma oggi è allenatrice e venditrice online di gioielli nella sua città natale di Sibiu.

## Carriera sportiva
Come junior vince tre ori (individuale, volteggio e trave a pari merito con la compagna di squadra Silvia Stroescu) e due argenti (squadra, corpo libero) agli Europei di Parigi.
L'anno successivo gareggia bene ai Goodwill Games di Brisbane, Australia, ai Campionati Nazionali di Costanza e in varie amichevoli, il che le vale la convocazione ai Mondiali di Gant 2001. Fa quindi parte della squadra che vince il suo quinto titolo mondiale consecutivo (settimo in totale e ad oggi ultimo). Si piazza sesta nell'all-around, quarta alla trave e viene sostituita da Andreea Ulmeanu nella finale al volteggio.
Nel 2002 la Cojocar soffrì di problemi di salute dei quali continuò a lamentarsi anche dopo aver ricevuto il permesso di allenarsi da parte del suo medico. A causa di questo comportamento allora apparentemente piuttosto diffuso nella nazionale rumena, la Cojocar venne accusata di pigrizia e venne mandata a casa insieme a varie altre ginnaste. Più tardi durante l'anno però la Cojocar torna all'allora quartier generale della nazionale femminile e dopo una serie di test sia in palestra che in gara viene convocata per i Mondiali per attrezzo di Debrecen 2002, dove gareggia al volteggio (quinto posto nella finale) e al corpo libero (nona nella semifinale, dunque prima riserva per la finale).
Nel 2003 la Cojocar si ritira e semina pubblicamente accuse verso gli allenatori della nazionale, colpevoli di abusi fisici su varie ginnaste. Destò a confronto più scalpore la rivelazione della Cojocar di aver preso, su consiglio dei medici della nazionale, un medicinale per curare l'ipercolesterolimia (Zocor) che però non andava somministrato a ragazzi. Fu a lungo andare la rovina della sua salute e della sua carriera (infatti la Cojocar fu una delle tante ginnaste criticate per non essere riuscite a gareggiare bene non solo come junior ma anche come senior) nonché uno dei tanti scandali dei primi anni 2000 che misero in discussione la competenza dei medici della nazionale (oltre alla conosciuta storia di Andreea Răducan, nel 2000 a Claudia Presăcan venne diagnosticata l'anemia il giorno della partenza per le Olimpiadi di Sydney).
Nel 2004 la Cojocar tornò ad allenarsi per le Olimpiadi di Atene, ma smise dopo poco tempo.

## Dopo il ritiro
Si è laureata in educazione fisica e sport nel 2008, ed ha lavorato come allenatrice in Norvegia. Oggi fa lo stesso lavoro, ma a Sibiu. È stata anche una cantante, con scarso successo; lavorò però a una canzone col rappresentante della Romania all'Eurovision Song Contest del 2006, Mihai Trăistariu, per tentare di essere scelta come rappresentante del paese all'edizione 2008 del sopracitato concorso canoro, ma non passò le selezioni nazionali. Vende inoltre gioielli online.

## L'elemento Cojocar
Nel codice dei punti una diagonale al corpo libero prende il nome di Sabina. All'elemento (due avvitamenti e mezzo tesi avanti) venne erroneamente dato il nome della compagna di squadra della Cojocar ai Mondiali 2001, Silvia Stroescu. Particolarmente curioso fu l'accaduto per il fatto che la Stroescu, nel corso della gara, non aveva mai eseguito la diagonale (la Cojocar la eseguì nell'all-around)